# Michael Lerchenberg

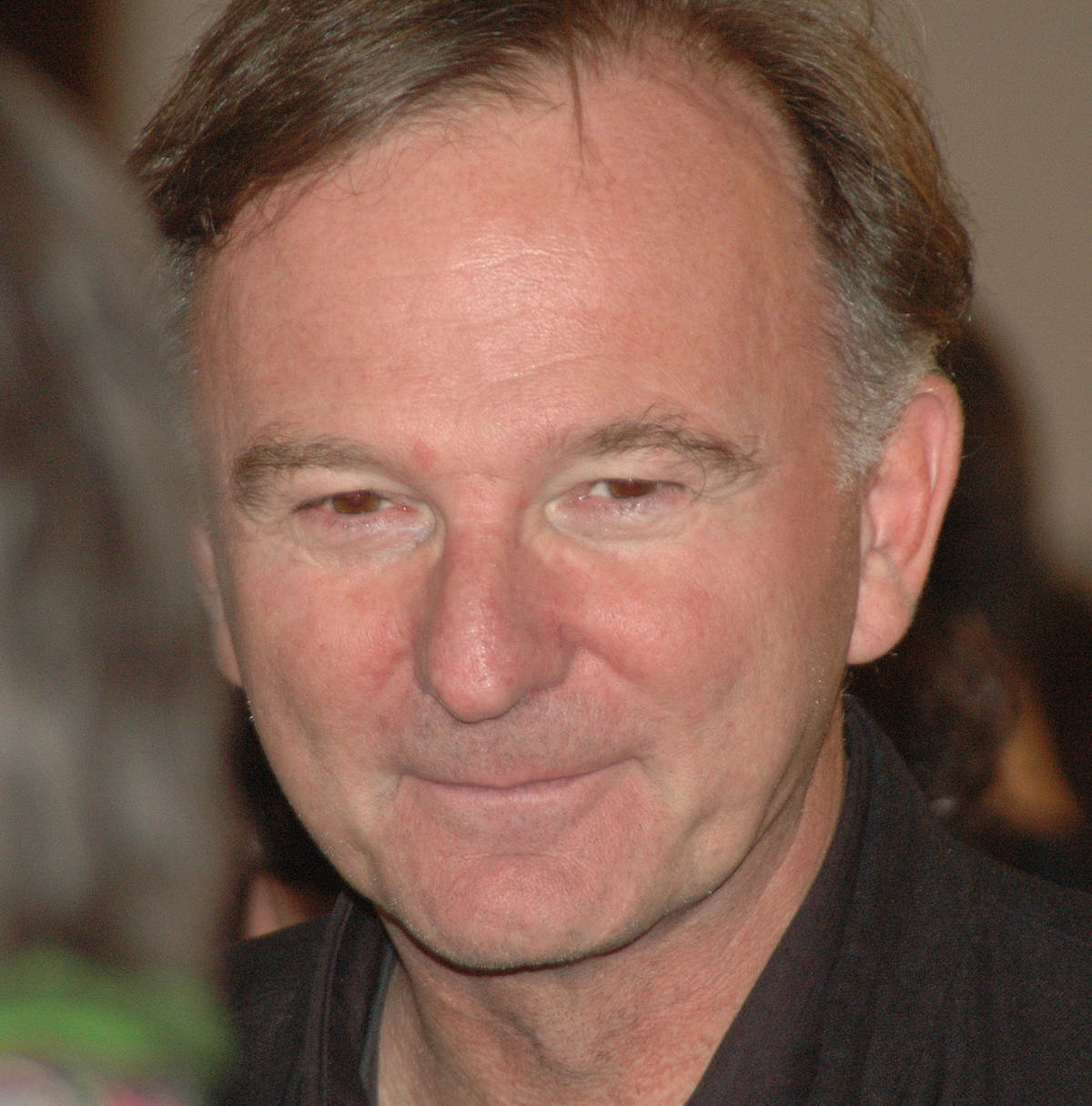
Michael Lerchenberg (2011)

Michael Lerchenberg (* 3. August 1953 in Dachau) ist ein deutscher Schauspieler, Regisseur, Drehbuchautor, Autor und Intendant.

## Leben und Wirken
Lerchenberg wurde in Dachau geboren, wuchs in München auf und war zeitweise Schüler am Augsburger Gymnasium bei St. Stephan. Nach dem Abitur in München studierte er an der LMU Theaterwissenschaft, Germanistik und Geschichte. 1977 wurde er in die Otto-Falckenberg-Schule aufgenommen und schloss diese 1979 ab. Seine ersten Theaterengagements erhielt er am Deutschen Theater Göttingen und bei den Bad Hersfelder Festspielen. 1980 spielte er zum ersten Mal bei den Luisenburg-Festspielen in Wunsiedel, die er von 2004 bis 2017 als Intendant leitete. Nach Engagements bei den Städtischen Bühnen Osnabrück und den Hamburger Kammerspielen kehrte er 1983 nach München an das damals wiedergegründete Münchner Volkstheater zurück. Bis 2001 war er auch Mitglied im Ensemble des Bayerischen Staatsschauspiels. Von 1988 bis 1998 war er auch als „singender Schauspieler“ am Staatstheater am Gärtnerplatz engagiert. Von 2009 bis 2013 spielte er die Rolle des Gefängniswärters Frosch in der Fledermaus-Inszenierung der Bayerischen Staatsoper.
Seit 1994 ist Michael Lerchenberg auch als Regisseur tätig. Er inszenierte unter anderem am Staatstheater am Gärtnerplatz, dem Münchner Prinzregententheater, dem Städtebundtheater Hof, dem Pfalztheater Kaiserslautern, dem Theater Regensburg, dem Tiroler Landestheater Innsbruck und alljährlich bei den Luisenburg-Festspielen in Wunsiedel.
Michael Lerchenberg unterrichtete als Dozent von 1995 bis 2002 an der Bayerischen Theaterakademie/Hochschule für Musik in München im Studiengang Schauspiel/Musical und gründete 2001 die Sommerakademie für bairisches Volksschauspiel.
Seit 2004 war er Intendant der Luisenburg-Festspiele in Wunsiedel, die unter seiner Leitung zu neuer Blüte gelangten. Die Festspielsaison 2010 konnte z. B. mit einer Platzausnutzung von 98 % abgeschlossen werden. Die über 150.000 Besucher waren der absolute Rekord in der 120-jährigen Festspielgeschichte. Zum Herbst 2017 beendete er vorzeitig sein Engagement bei den Festspielen aufgrund von Differenzen mit der Stadt Wunsiedel. Er verabschiedete sich im Sommer 2017 von seinem Publikum mit der Hauptrolle in Thomas Bernhards „Der Theatermacher“.
Neben seiner Theaterarbeit übernahm Michael Lerchenberg Rollen in zahlreichen Fernsehproduktionen und -serien, so etwa als Kurt Soleder in der Serie Löwengrube und als Prälat Hinter in Der Bulle von Tölz. Für Letztere schrieb er auch drei Folgen als Drehbuchautor.
Für seine vielfältige Arbeit wurde Michael Lerchenberg 2007 mit dem Ehrenpreis für die Erhaltung bairischer Kultur und bairischen Brauchtums und dem Salvator-Dukaten ausgezeichnet. Für seine erste Nockherberg-Fastenpredigt erhielt er 2008 die Sigi-Sommer-Medaille und wurde Klartexter der Münchner Journalistenschule. Seit 2009 ist er Ehrenmitglied des Rotary Club Fichtelgebirge. Von der Münchner SPD wurde er 2012 für sein gesellschaftliches Engagement und nicht zuletzt für seine kritischen und mutigen Reden auf dem Nockherberg mit dem Krenkl-Preis ausgezeichnet. Für seine Verdienste um die Luisenburg-Festspiele und seine Rolle als „Botschafter Oberfrankens“ erhielt er 2012 den Frankenrechen der Landtagsfraktion der bayerischen SPD verliehen. 2012 erhielt er von den Münchner Turmschreibern den Bayerischen Poetentaler. Ferner ist er Träger der goldenen Ehrenmedaillen der Stadt Wunsiedel (2010) und des Landkreises Wunsiedel (2014) sowie der Silbernen Ehrenmedaille des Bezirks Oberfranken (2013). Für sein erfolgreiches Wirken als Theatermacher auf und hinter der Bühne der Luisenburg-Festspiele wurde er 2017 mit dem Friedrich-Baur-Preis für Darstellende Kunst ausgezeichnet und der damalige Bayerische Ministerpräsident Horst Seehofer verlieh ihm den seltenen „Ehrenpreis des Ministerpräsidenten“.
Michael Lerchenberg ist mit der Ballettdirektorin, Choreographin und Regisseurin Eva-Maria Lerchenberg-Thöny verheiratet. Sie haben einen Sohn.

## Nockherberg-Auftritte
Lerchenberg trat von 1984 bis 2007 als Darsteller des ehemaligen bayerischen Ministerpräsidenten Edmund Stoiber beim Singspiel des alljährlichen Starkbieranstiches, dem sogenannten Derblecken, auf dem Nockherberg in München auf. Von 2008 bis 2010 hielt er dann als Bruder Barnabas die Fastenpredigt bei der Starkbierprobe.

### Rücktritt nach KZ-Analogie
Nach der Starkbierprobe 2010 äußerten sich FDP-Chef Guido Westerwelle und Charlotte Knobloch, die Vorsitzende des Zentralrats der Juden in Deutschland, kritisch, ebenso der CSU-Vorsitzende Horst Seehofer und Landtagspräsidentin Barbara Stamm (CSU). Sie kritisierten die satirische Äußerung Lerchenbergs über die von Westerwelle (damals FDP-Chef und Vizekanzler) geplante Zwangsarbeit von Hartz-IV-Empfängern mit mehreren Anspielungen auf das Dritte Reich und die DDR: „Alle Hartz-IV-Empfänger sammelt er in den leeren, verblühten Landschaften zwischen Usedom und dem Riesengebirge, drum rum ein Stacheldraht – haben wir schon mal gehabt. Dann gibt’s jeden Tag a Wassersuppn und einen Kanten Brot. Statt Heizkostenzuschuss gibt’s von Sarrazins Winterhilfswerk zwei Pullover, und überm Eingang steht, bewacht von neoliberalen Ichlingen im Gelbhemd, in eisernen Lettern: Leistung muss sich wieder lohnen!“ Letzteres war eine Anspielung auf die zynischen Sprüche an Eingangstoren von Konzentrationslagern wie beispielsweise „Arbeit macht frei“ beim KZ Auschwitz oder „Jedem das Seine“ beim KZ Buchenwald. Am Abend selber äußerten sich einige interviewte Spitzenpolitiker positiv oder neutral.
Charlotte Knobloch äußerte später, sie sehe in der Rede eine Verhöhnung von Opfern des Nationalsozialismus. Westerwelle erklärte in einem offenen Brief an die Brauerei Paulaner, er wolle künftig nicht mehr zum Starkbieranstich eingeladen werden. Er sei es zwar gewohnt, scharf kritisiert zu werden; ihn mit einem KZ-Wächter zu vergleichen, gehe aber zu weit. Die Paulaner-Brauerei räumte ein, Lerchenberg habe einen Tabubruch begangen; sie kündigte an, man werde mit ihm Gespräche führen.
Als weitere Politiker, die sich anfangs über die Rede positiv geäußert hatten, Kritik äußerten und der Bayerische Rundfunk in einer Wiederholungssendung die Rede zensierte, begann eine öffentliche Diskussion. Lerchenberg und sein Ko-Autor Christian Springer gaben am 5. März ihren Rücktritt bekannt. Viele Kabarettisten, wie Helmut Schleich, erklärten damals sich mit Lerchenberg und Springer solidarisch. In der ZDF-Kabarettsendung Neues aus der Anstalt wurde der kritisierte Text zu Westerwelle noch einmal zitiert, aber ohne darauf folgende Empörung seitens der Politik.
Lerchenberg lässt in dem 2011 veröffentlichten Buch Donner und Blitz auf dem Nockherberg: eine Starkbier-Biographie seine 27 Jahre als Nockherberg-Darsteller Revue passieren und legt auch Hintergründe seiner Predigt im Jahr 2010 offen.
Die Rede 2010 thematisierte auch ein Enthüllungsbuch, das ein hoher bayerischer Ministerialbeamter 2009 veröffentlicht hatte. ‚Bruder Barnabas‘ fragte Ministerpräsidenten Seehofer und den neben ihm sitzenden Finanzminister Georg Fahrenschon: „Haben Sie Ihren Schlötterer schon gelesen?“ Fahrenschon nickte; ‚Bruder Barnabas‘ überreichte Seehofer mit Ermahnungen ein Exemplar des Buchs.

## Bühnenprogramme

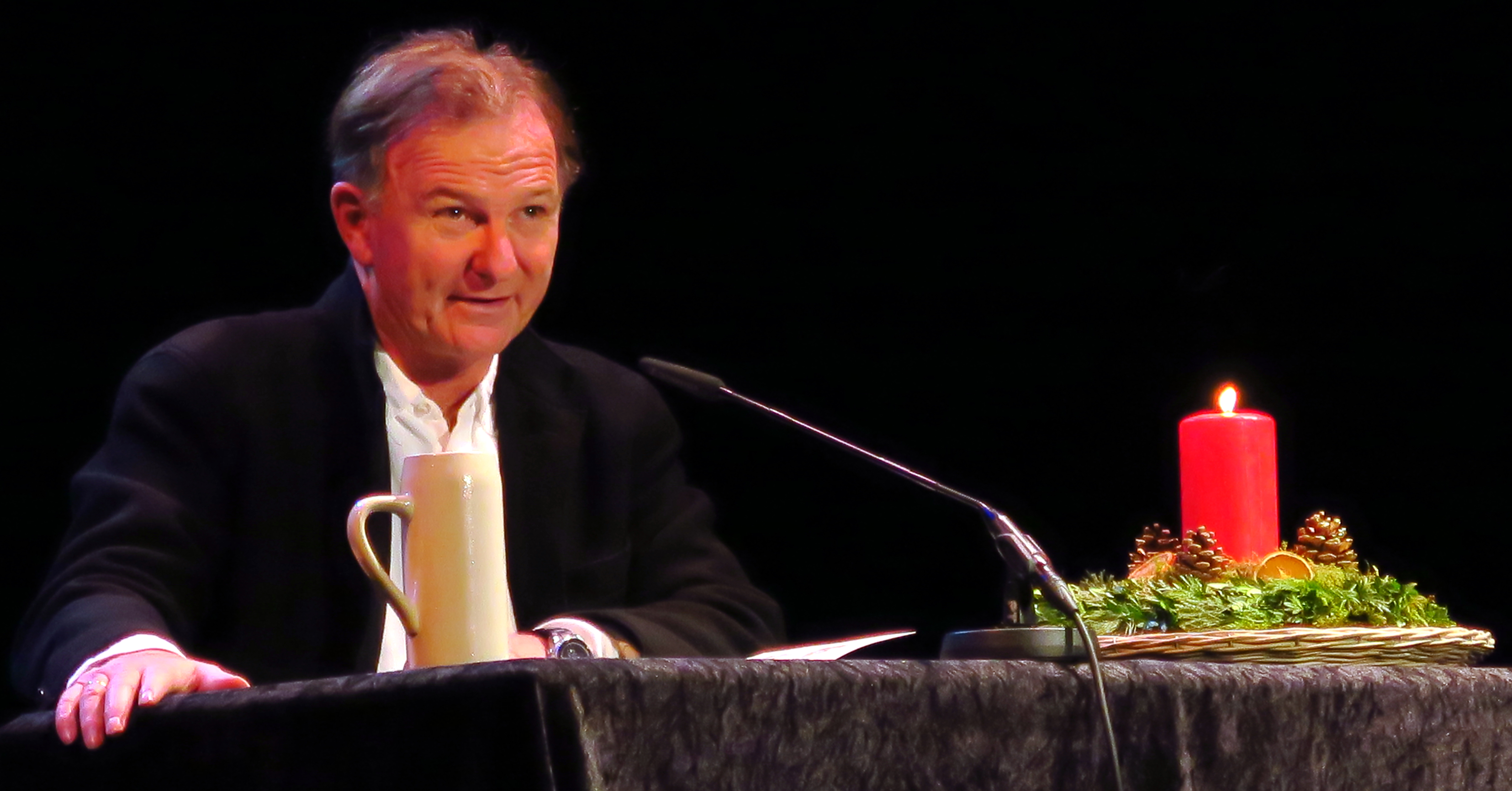
Lerchenberg liest Heilige Nacht von Ludwig Thoma im Parktheater (2016)

- Zu Ludwig Thoma hat Michael Lerchenberg drei verschiedene Programme zusammengestellt:
  - Ludwig Thoma – ein schwieriger Bayer
  - Jozef Filsers Briefwexel
  - Heilige Nacht
- Außerdem porträtiert er den Volkssänger Karl Valentin unter dem Titel: Karl Valentin – Abgründe eines Komikers. Eine Hommage an Liesl Karlstadt

## Misshandlungen als Internatsschüler
Im Zuge der Diskussion über die Opfer von körperlichem und sexuellem Missbrauch in bayerischen Benediktiner-Internaten solidarisierte sich Michael Lerchenberg mit dem Komponisten Wilfried Hiller und machte 2014 seinerseits öffentlich, dass er als Zögling des ehemaligen Augsburger Internats St. Joseph Opfer von „Prügel-Orgien“ sowie psychischen Erniedrigungen und sexuellen Übergriffen durch damalige Mönche gewesen ist. Erst dadurch wurde die Benediktinerabtei St. Stephan zu einer öffentlichen Aufarbeitung der dortigen Missbrauchsfälle gezwungen.

## Weitere Theater-Engagements
- Altes Schauspielhaus Stuttgart
- Theatergastspiele Kempf[16]
- Metropoltheater Berlin
- Carl Orff-Festspiele Andechs
- Vereinigte Bühnen Graz[17]
- Komödie im Bayerischen Hof

## Theater (Inszenierungen)
- Der zerbrochne Krug, Bayerische Theaterakademie
- Die Ländlerqueen sieht Morgenrot, Staatstheater am Gärtnerplatz
- Osterspiel, Prinzregententheater München
- Karl-Valentin-Abend, Theater Hof
- Eines langen Tages Reise in die Nacht Theater Hof
- Die Geierwally Pfalztheater Kaiserslautern
- Mutter Courage und ihre Kinder Pfalztheater Kaiserslautern
- Wie es Euch gefällt
- Der Wittiber
- Die Bernauerin
- Zwölfeläuten
- Der Brandner Kaspar und das ewig Leben
- Tannöd
- Blues Brothers – Im Namen des Herrn
- Ritter Kamenbert alle Luisenburg-Festspiele Wunsiedel
- Ladies Night Stadttheater Regensburg
- Die Dreigroschenoper Pfalztheater Kaiserslautern
- Von der Unachtsamkeit der Liebe Landestheater Niederbayern
- Die Fahnenweihe Luisenburg-Festspiele
- Der kaukasische Kreidekreis Tiroler Landestheater Innsbruck
- Glaube und Heimat Luisenburg-Festspiele
- Ein Sommernachtstraum Luisenburg-Festspiele
- Die Fledermaus  Tiroler Landestheater Innsbruck
- Der verkaufte Großvater Luisenburg-Festspiele

## Filmografie
- 1979: Der Ruepp
- 1979: Andreas Vöst
- 1982: Die Rumplhanni (Miniserie)
- 1982: Beim Bund (Fernsehserie, 1 Folge)
- 1983: Der Komödienstadel: Heiratsfieber – als Urban der Knecht
- 1984: Der Komödienstadel: Der Senior – als Dr. Wastl
- 1984–2016: SOKO München (Fernsehserie, 7 Folgen, verschiedene Rollen)
- 1985: Pennergeschichten (Serie)
- 1986: Tatort: Riedmüller, Vorname Sigi (Fernsehreihe)
- 1986: Der Komödienstadel: Das Prämienkind – als Valentin Staudigl
- 1986–2008: Weißblaue Geschichten (Fernsehserie, 4 Folgen, verschiedene Rollen)
- 1987: Der Komödienstadel: Doppelselbstmord – als Blasi Zangl
- 1987: Tatort: Pension Tosca oder Die Sterne lügen nicht
- 1989–1992: Löwengrube (Fernsehserie)
- 1993: Rußige Zeiten (Miniserie)
- 1993: Böse Datteln (Kurzfilm)
- 1993–1997: Ein Bayer auf Rügen (Fernsehserie, als Staatssekretär Dr. Maisinger)
- 1995: Hölleisengretl
- 1995: Der Bergdoktor (Fernsehserie, 1 Folge)
- 1995: Dr. Stefan Frank – Der Arzt, dem die Frauen vertrauen (Fernsehserie, Folge: Natürlicher Tod oder Mord)
- 1996–2008: Der Bulle von Tölz (Fernsehserie, 68 Folgen als Prälat Hinter)
- 1996: Die Unzertrennlichen (Serie)
- 1996: Ärzte (Fernsehreihe, 1 Folge)
- 1997–2002: Café Meineid (Fernsehserie, 2 Folgen, verschiedene Rollen)
- 1997: Tatort: Der Teufel
- 1997: Anwalt Abel (Fernsehserie, 2 Folgen)
- 1997: Anna Maria – Eine Frau geht ihren Weg (Fernsehserie, 1 Folge)
- 1997: Solo für Sudmann (Fernsehserie, 1 Folge)
- 1998–2003: Tierarzt Dr. Engel (Fernsehserie, 43 Folgen als Tierarzt Dr. Molfenter)
- 1998: Für alle Fälle Stefanie (Fernsehserie, 1 Folge)
- 1999: Unser Lehrer Doktor Specht (Fernsehserie, 1 Folge)
- 1999: Medicopter 117 (Fernsehserie, Folge: Viren an Bord)
- 2001: Alphateam – Die Lebensretter im OP (Fernsehserie, 1 Folge)
- 2001–2020: SOKO Kitzbühel (Fernsehserie, 2 Folgen, verschiedene Rollen)
- 2004: Forsthaus Falkenau (Fernsehserie, 2 Folgen)
- 2004: Pfarrer Braun – Ein verhexter Fall (Fernsehreihe)
- 2004: Um Himmels Willen (Fernsehserie, 4 Folgen als Dr. Dr. Hempfling)
- 2004: Napola – Elite für den Führer
- 2005: Evelyn Hamanns Geschichten aus dem Leben (Fernsehserie, 2 Folgen)
- 2006: König der Herzen
- 2006: Die Landärztin (Fernsehreihe, 1 Folge)
- 2007: Das große Hobeditzn
- 2008: Ihr Auftrag, Pater Castell (Fernsehserie, 1 Folge)
- 2008: Liesl Karlstadt und Karl Valentin
- 2008–2018: Der Alte (Fernsehserie, 2 Folgen, verschiedene Rollen)
- 2011: Das unsichtbare Mädchen
- 2011: Der kalte Himmel
- 2012: Mord in bester Gesellschaft – Der Tod der Sünde (Fernsehreihe)
- 2013: Unter Verdacht – Türkische Früchtchen
- 2013: Die Fahnnenweihe
- 2014: Unter Verdacht – Mutterseelenallein
- 2014: Tatort: Am Ende des Flurs
- 2014: Opern auf bayrisch
- 2015–2022: Die Rosenheim-Cops (Fernsehserie, 2 Folgen, verschiedene Rollen)
- 2015: Die Tote aus der Schlucht
- 2015: Im Schleudergang (Fernsehserie, 2 Folgen)
- 2017: Unter Verdacht: Verlorene Sicherheit
- 2017: Hubert und Staller (Fernsehserie, Folge: Heiliger Zorn)
- 2018: Winterherz – Tod in einer kalten Nacht
- 2019: Flucht durchs Höllental
- 2019: München Mord: Die Unterirdischen (Fernsehreihe)
- 2019: Unter Verdacht: Evas letzter Gang
- 2020–2022: Annie – kopfüber ins Leben (Fernsehfilmreihe)
- 2020: Verliebt in Kroatien (Fernsehfilm)
- 2021: Kinder und andere Baustellen
- 2024: Ungeschminkt (Fernsehfilm)
- 2024: Kati – Eine Kür, die bleibt (Fernsehfilm)

## Hörspiele (Auswahl)
- 1979–1985: Die Grandauers und ihre Zeit

## Hörbücher
- 2007: Heilige Nacht – eine Weihnachtslegende von Ludwig Thoma mit Veronika Ponzer, Harfe
- 2010: Ludwig Thoma – ein schwieriger Bayer mit der Musik von Eberwein
- 2011: Jozef Filsers Briefwexel von Ludwig Thoma mit der Altneihauser Feierwehrkapell’n

## Bücher
- 2011: Donner und Blitz auf dem Nockherberg (LangenMüller ISBN 978-3-7844-3232-8)
- 2015: Theaterwunder Luisenburg (Co-Autor) (Buch&Kunstverlag Oberpfalz ISBN 978-3-95587-018-8)
- 2017: Von Scheinheiligen und Heiligen – Pfaffen, Pfarrer und Pastoren bei Ludwig Thoma (LangenMüller ISBN 978-3-7844-3418-6)